# Winterhude
Winterhude è un quartiere della città tedesca di Amburgo. È compreso nel distretto di Hamburg-Nord.